# HD 160263
HD 160263，又名CD-4611747，SAO 228279、HR 6572，是一颗恒星，视星等为5.79，位于銀經344.13，銀緯-8.62，其B1900.0坐标为赤經17h 33m 46.6s，赤緯-46° -8.62′ 2″。